# Chthonerpeton
Genre
Chthonerpeton est un genre de gymnophiones de la famille des Typhlonectidae.

## Répartition
Les neuf espèces de ce genre se rencontrent au Brésil, au Paraguay, en Uruguay, en Argentine et en Équateur.

## Liste d'espèces
Selon Amphibian Species of the World (10 juillet 2015) :
- Chthonerpeton arii Cascon & Lima-Verde, 1994
- Chthonerpeton braestrupi Taylor, 1968
- Chthonerpeton exile Nussbaum & Wilkinson, 1987
- Chthonerpeton indistinctum (Reinhardt & Lütken, 1862)
- Chthonerpeton noctinectes Silva, Britto-Pereira & Caramaschi, 2003
- Chthonerpeton onorei Nussbaum, 1986
- Chthonerpeton perissodus Nussbaum & Wilkinson, 1987
- Chthonerpeton tremembe Maciel, Leite, Silva-Leite, Leite & Cascon, 2015
- Chthonerpeton viviparum Parker & Wettstein, 1929

## Publication originale
- Peters, 1880 "1879" : Über die Eintheilung der Caecilien und insbesondere über die Gattungen Rhinatrema und Gymnopis. Monatsberichte der Königlichen Preussischen Akademie der Wissenschaften zu Berlin, vol. 1879, p. 924-945 (texte intégral).